# Стефано Тореллі
Стефано Тореллі (італ. Stefano Torelli; 1712, Болонья, Італія — 1784, Петербург, Російська імперія) — італійський художник і гравер XVIII століття, представник стилю рококо. Малював вівтарні образа, декоративні та алегоричні станкові картини, портрети, художні плафони для палаців.

## Життєпис
Народився в місті Болонья. Художню освіту отримав у батька,  художника Феліче Тореллі. Шліфував майстерність у художника Франческо Солімена в місті Неаполь.
Через економічну скруту та кризу в Італії XVIII століття перебрався на заробітки у Дрезден, де працював по замовам курфюрста Августа ІІІ з 1740 по 1759 рр. Серед творів в Дрездені — стінописи у Хофкірхе (придворна церква в стилі бароко) та в палаці міністра, графа Брюля (знищені в 1945 р.)
У зв'язку зі зміною кон'юнктури був вимушений переїхати до міста Любек, де працював три роки. Створив 10 алегоричних картин для зали аудієнцій в місцевій ратуші.
Отримав запрошення від графа І.І. Шувалова на працю в Санкт-Петербург, куди перебрався у 1762 році. Брав діяльну участь у декоруванні Китайського палацу в передмісті Петербурга  Оранієнбаум з 1765 р.
Дещо слабкий в малюванні архітектурних споруд у перспективних скороченнях, доручав малювати їх театральному декоратору Якобу Міллеру, що працював разом з ним.
Помер в Петербурзі у 1784 р.

## Вибрані твори
- Плафон (живопис) «Аполлон та алегорії мистецтв», Китайський палац, Оранієнбаум
- Портрет підполковника Франца фон Шосо, зятя Стефано Тореллі, м. Любек, Німеччина
- Плафон (живопис) «День і Аврора, що приходять на зміну Ночі », Китайський палац
- Плафон (живопис) « Зефір і Флора » ( дані Я. Штеліна )
- «Селена та Ендіміон», Львівська галерея мистецтв
- Плафон (живопис) «Борей та Оріфія» для Зимового палацу ( дані Я. Штеліна )
- Портрет Катерини ІІ на троні ( дані Я. Штеліна )
- Камергерграф Г. Орлов ( дані Я. Штеліна )
- Кабінет-секретар Єлагін ( дані Я. Штеліна )
- «Портрет князя Григорія Орлова», 1763 р., Ермітаж
- Соколова Анастасія Іванівна, дружина де Рібаса, 1775 р.
- Граф Григорій Захарович Чернишов ( дані Я. Штеліна )
- Дружина графа Г.З. Чернишова, уроджена Іслєнєва, Ермітаж, Петербург
- «Мінерва», 1771 р., Державний Російський музей
- «Венера і Адоніс», 1774 р., (дані Я. Штеліна )
- «Коронація Катерини ІІ», 1777 р., (дані Я. Штеліна )

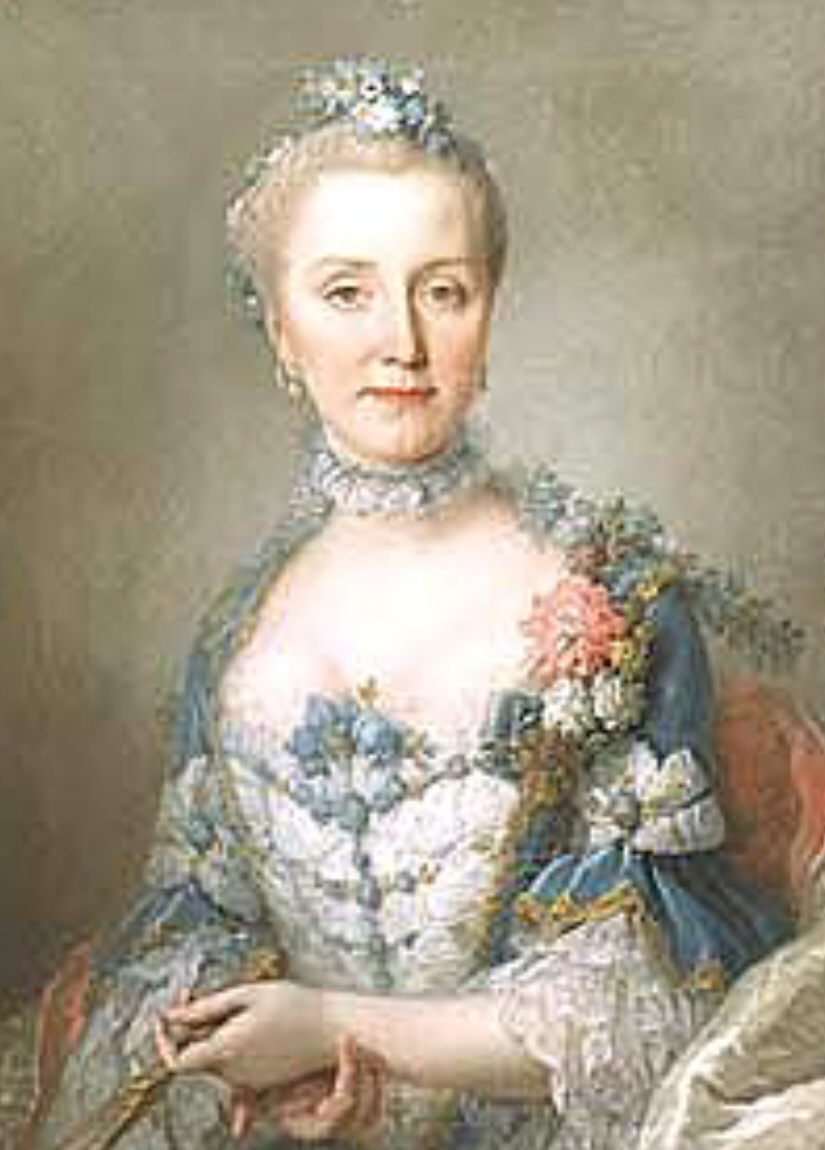
Тореллі. «Кароліна Тюґендрейх» , 1762 р.
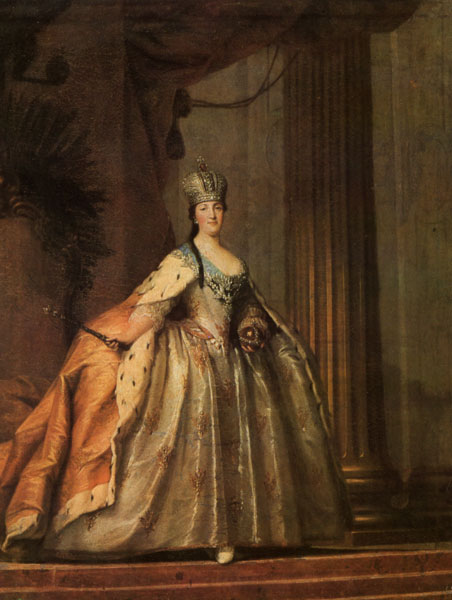
Тореллі. «Коронаційний портрет Катерини ІІ»
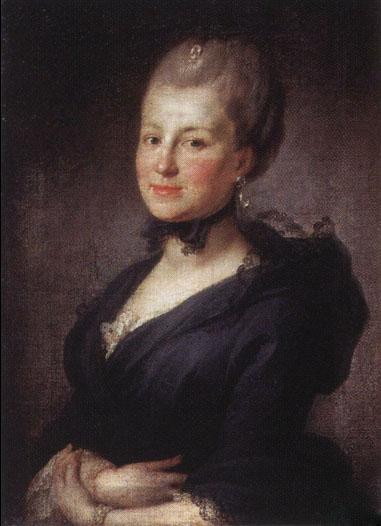
Тореллі. «Соколова Анастасія Іванівна»
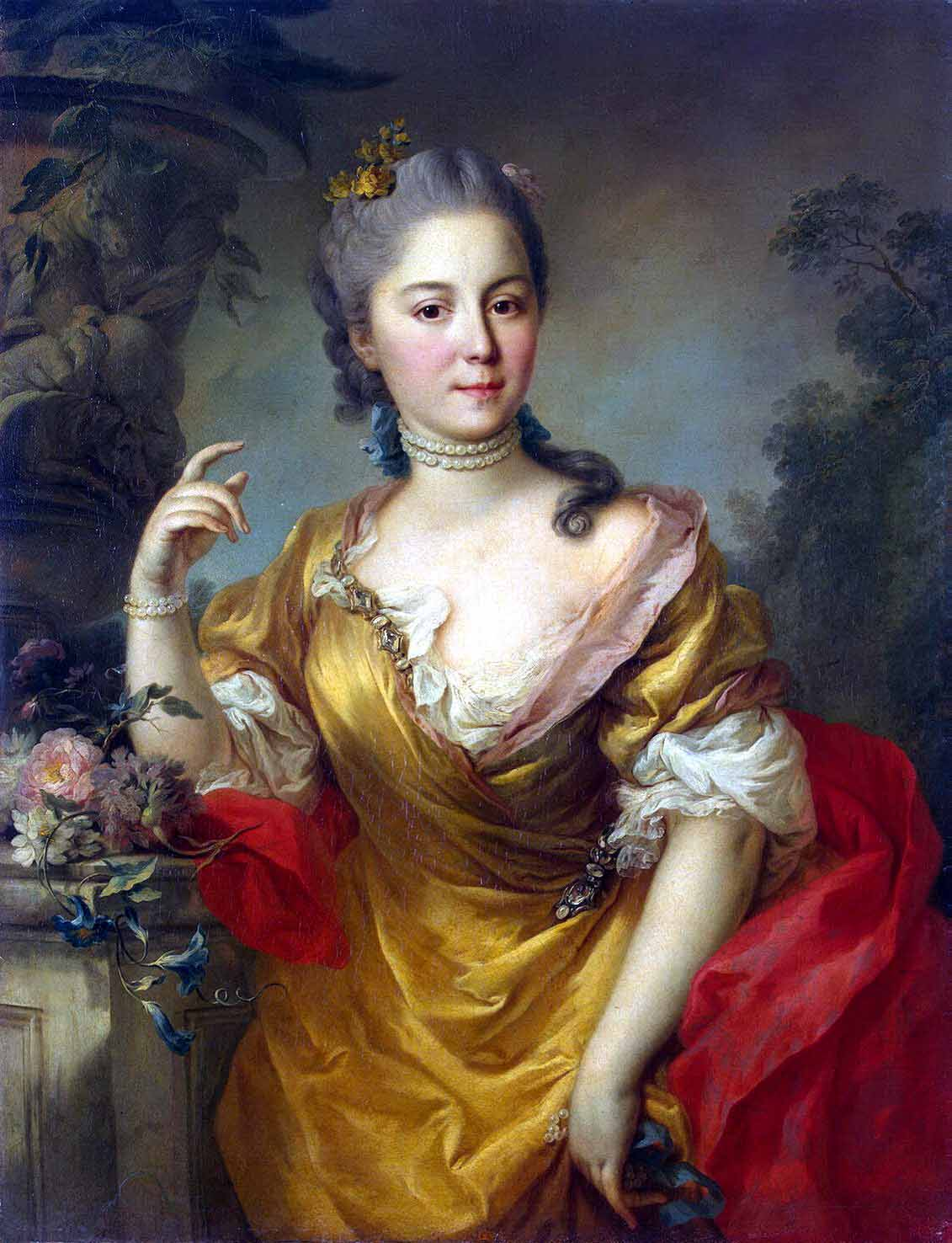
Тореллі. «Анна Чернишова»
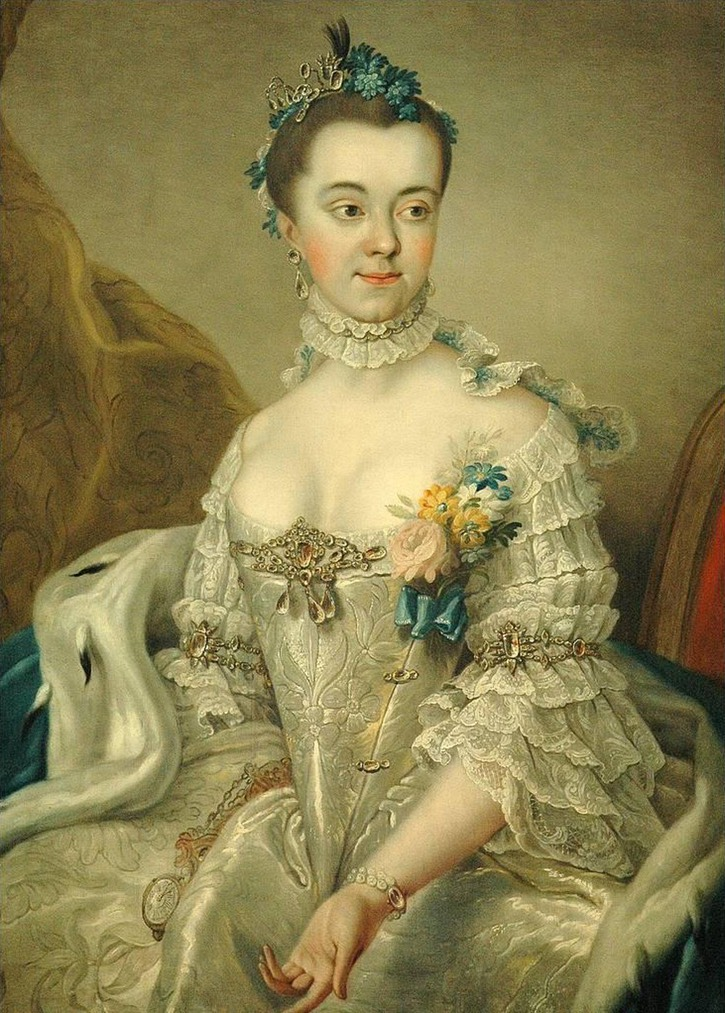
Тореллі. «Шарлотта Амалія, княгиня де Авґустенбург»
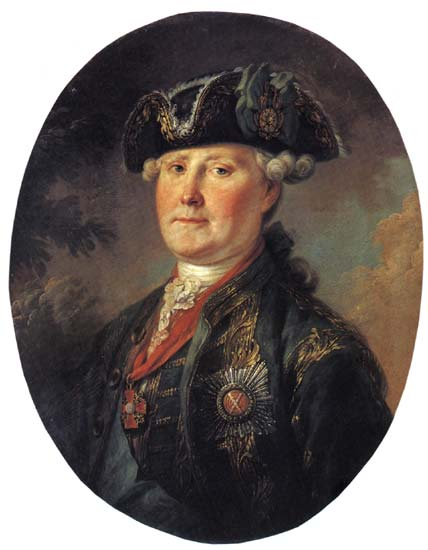
Тореллі. «Наришкін Семен Кирилович»

## Галерея

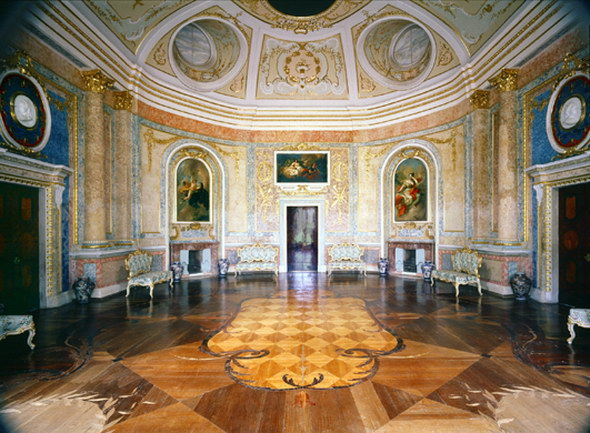
Китайський палац, Велика зала з плафоном С. Тореллі «День і Аврора»
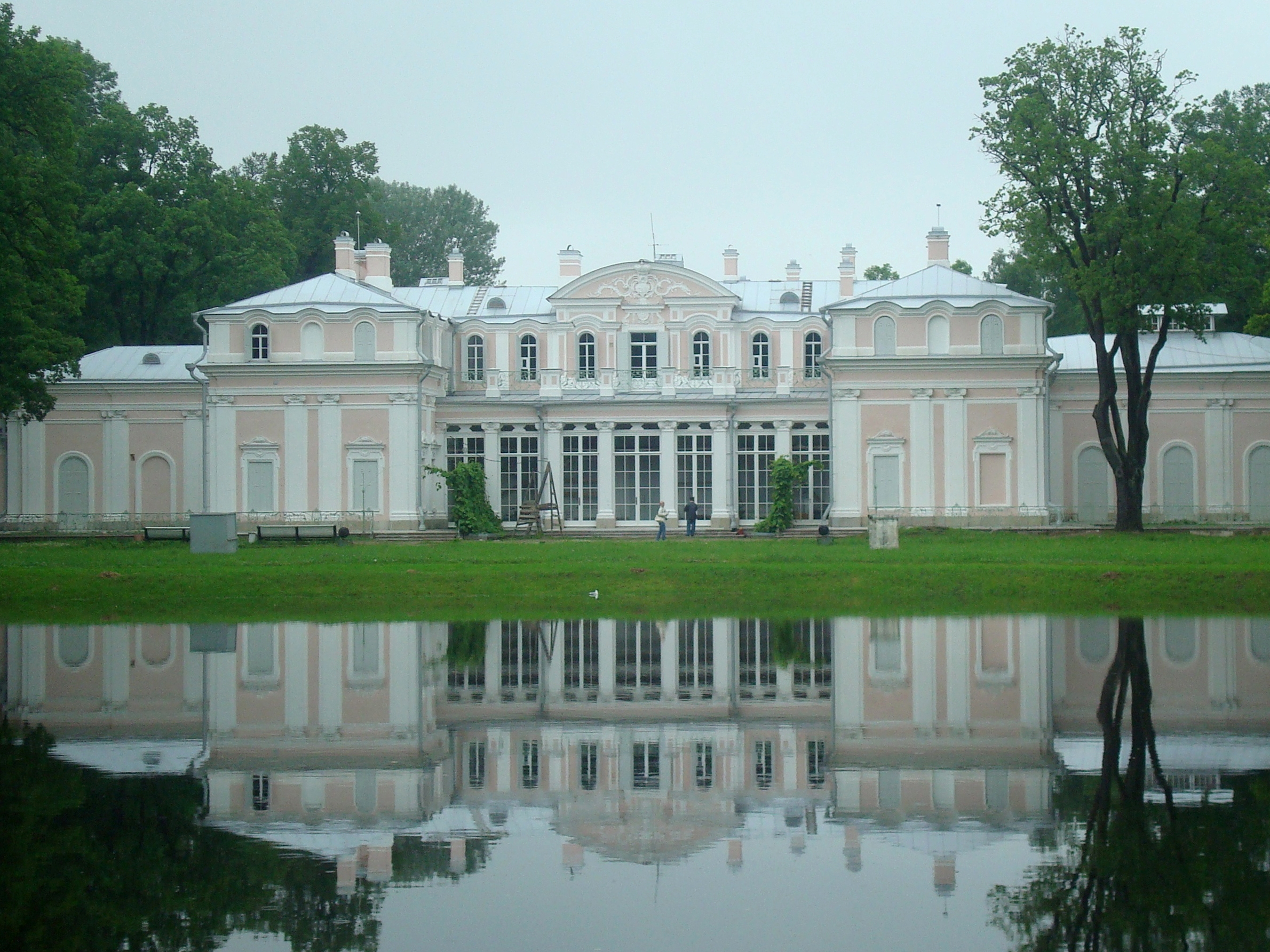
Китайський палац, фасад на ставок
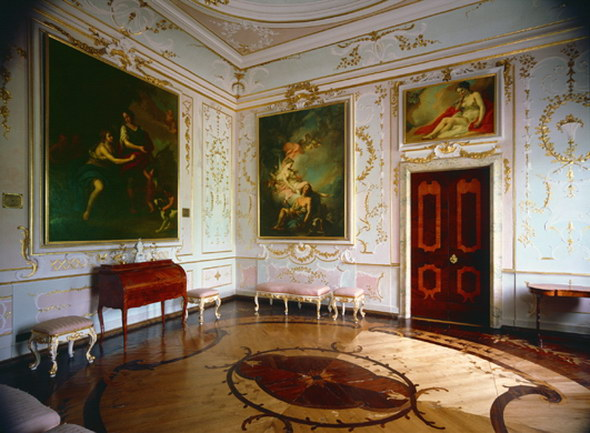
Китайський палац, Сиренєва вітальня з картиною С. Тореллі «Селена та Ендіміон».